# Брандон Сандерсон
Брандон Сандерсон (енгл. Brandon Sanderson, IPA: ; Линколн, 19. децембар 1975) амерички је писац фантастике и научне фикције. Најпознатији је по свом серијалу Mistborn и раду на завршетку серијала епске фантастике Роберта Џордана по имену Точак времена. Сандерсон је 2010. године објавио The Way of Kings, прву од десет књига серијала The Stormlight Archive. Други наставак, Words of Radiance, објављен је марта 2014. године.
Сандерсон је радио као уредник часописа Leading Edge док је похађао Универзитет Бригам Јанг, на којем сада годишње држи курс креативног писања. Направио је 2008. године подкаст са аутором Деном Велсом и карикатуристом Хауардом Тејлером, који су назвали Writing Excuses и који садржи теме о креирању и производњи веб-стрипова.

## Биографија
Сандерсон је рођен 19. децембра 1975. године у Линколну, у америчкој савезној држави Небрасци. Након завршетка двогодишње LDS мисије у Сеулу, у Јужној Кореји 1997. године, био је универзитету као енглески мајор. Током дипломских студија Сандерсон је био у штабу часописа научне фантастике , који је објављен од стране универзитета. Завршио је магистарске студије креативног писања 2005. године.
Сандерсон је 2006. године оженио Емили Бушман, енглеског мајора и учитељицу са којом је сарађивао, која је касније постала његов пословни менаџер. Они имају троје деце, са којима живе у Американ Форку, у савезној држави Јути.

### Писање
Свој први роман  Сандерсон је објавио у издању [[:en:Tor Books|-{Tor Books-]]-а}}, априла 2005. године. Добио је генерално позитивне критике. Након тога, 2006. године уследила је , прва књига у трилогији Mistborn у којој се говори о људима који имају способност да „спале” разне метале и легуре након што их апсорбују — то може да им побољша чула и омогући контролу над моћним натприродним силама.
Наставак је објављен 2007. године, под називом . Сандерсон је 2007. године објавио и дечји роман , који говори о дечаку по имену Алкатраз са посебним талентом: веома је добар у разбијању ствари. Он се такође суочава са групом злих библиотекара чији је циљ да освоје свет. Трећу и последњу књигу у трилогији Mistborn објављује 2008. године под насловом The Hero of Ages, као и другу књигу у серијалу Alcatraz — под називом .
Tor Books 2009. године објављује , који се првобитно појавио на Сандерсоновом веб-сајту док је он писао роман од 2006. до 2009. године. Исте године излази трећи део серијала Alcatraz, под насловом .
Након смрти Роберта Џордана у септембру 2007. године, Сандерсон је изабран од стране Робертове удовице и уреднице Харијет Макдугал, да заврши последње књиге серијала епске фантастике Точак времена (енгл. The Wheel of Time). Макдугалова га је замолила да заврши серијал након што је била дубоко импресионирна његовим првим романом Mistborn. Tor Books је 7. децембра 2007. најавио, након разматрања, шта је потребно да заврши серијал. Сандерсон и Tor Books саопштавају у марту 2009. да ће уместо једне књиге овог серијала бити објављене три. Прва од њих, , објављена је 27. октобра 2009. године и постала је број један на листи бестселера у жанру научне фантастике Њујорк тајмса.
Сандерсон 2010. године објављује први роман под називом The Way of Kings, у серијалу за који је планирано десет књига под називом The Stormlight Archive. Доспео је на 7. место на листи бестселера Њујорк тајмса. , претпоследња књига серијала The Wheel of Time, објављена је тек нешто више од годину дана након дела The Gathering Storm (2. новембра 2010. године) и такође је заузела број 1 на бестселер листи. Четврта књига за Alcatraz, , објављена је месец дана касније (1. децембра 2010. године).
Октобра 2011. године завршава електронску књигу, , на основу  iOS оперативног система видео-игре , развијене од стране издавача  и . Новембра 2011. године је објављен ’наставак трилогије’ Mistborn, . Наиме, првобитно је планирано да ово буде самосталан роман смештен око 300 година после времена радње оригиналне трилогије, али је The Alloy of Law ипак постао део серијала од четири књиге, те заузео 7. позицију на листи бестселера Њујорк тајмса.
Сандерсон 31. августа 2012. године објављује роман научне фантастике под називом . Објављује и још један кратак рад у октобру 2012. године, . Неколико месеци касније, 8. јануара 2013. године, објављена је , последња књига у серијалу The Wheel of Time. На датум 14. мај 2013. године објављује први роман у новој серији за млађу популацију, под насловом . Још једна од књига у серији за младе, , почела је са објављивањем  24. септембра 2013. године. , друга књига у делу , објављена је 4. марта 2014. године. Друга новела у низу, Legion: Skin Deep, објављена је у новембру 2014. Друга књига серијала The Reckoners објављена је јануара 2015. године под називом . Дана 6. октобра 2015. године Сандерсон је објавио други роман у серијалу Mistborn, Shadows of Self (као директан наставак на The Alloy of Law).
Роман из серијала Mistborn по имену The Bands of Mourning објављен је 26. јануара 2016. године (наставак на Shadows of Self). 16. фебруара 2016. године изашла је трећа и последња књига у трилогији The Reckoners, насловљена Calamity. Јуна 2016. године, Сандерсонов први графички роман по имену White Sand — који је написао са Риком Хоскином — изашао је у продају. Серијал је планиран као трилогија. Графички романи су засновани на оригиналном Сандерсоновом рукопису. 6. септембра 2016. године, изашла је пета и последња књига серијала Alcatraz насловљена Alcatraz Vs. The Dark Talent.
Сандресон је децембра 2016. објавио да је прва верзија за Oathbringer готова — трећа књига у серијалу The Stormlight Archive, те да ће бити објављена новембра 2017. године.

### Предавање
Сандерсон предаје на Универзитету Бригам Јанг, на којем једном годишње држи курс креативног писања. Такође је учесник недељног писања  са ауторима Деном Велсом, Мери Робинет Коуал и веб-карикатуристом Хауардом Тејлером.

## Сандерсонови закони магије

### Сандерсонов први закон
Способност аутора да магијом реши сукоб на задовољавајући начин је директно пропорционална томе колико добро читалац разуме поменуту магију.
Иако је првобитно настао као правило магије у романима фантастике, Сандерсон је прецизирао да се тај закон не мора примењивати само у фантастици (али се такође односи и на њу). Овај закон је првобитно дефинисан у Сандерсоновом онлајн есеју Први закон Сандерсона. У есеју он квалификује два екстрема дизајна као постојање јаке магије и слабе магије.
Јака магија
Магија или технологија је добро дефинисала правила тако да је публика разуме. Као резултат тога, може се користити за лакше решавање сукоба јер су могућности дефинисане. Сандерсон сврстава ово у јаку магију (енгл. Hard Magic). К. Л. Вилсон је у свом есеју  заговарала овај метод стварања, наводећи како „... креирате своја правила, а затим их следите”.
Слаба магија
Магија или технологија има нејасна правила, или их уопште нема. Ово читаоцима омогућава осећај чуђења али и способност решавања проблема без прибегавања deus ex machina. Сандерсон сврстава ово у слабу магију (енгл. Soft Magic). Лоренс Вот-Еванс саветује следеће: „Трик је у томе да будемо благонаклони и доследни божанству а не оном који по потреби извлачи чуда из шешира.”

### Сандерсонов други закон
Ограничења > овлашћења
Или другим речима, недостаци лика занимљивији су од његових или њених способности. Ово је прво формулисано у 15. епизоди подкаста Writing Excuses.
Џон Браун се исто тако угледао на Сандерсонов рад у свом есеју који укључује системе магије, наводећи питање: „Које су последице и сукоби њиховог коришћења?” Патриша Рид је такође поменула неколико питања о овој теми, од тога како магија утиче на друге технологије до тога како она може утицати на пољопривреду.
У образложењу другог закона, Сандерсон је напоменуо да магични систем Супермена и његове моћи нису оно што га чини занимљивим; то су његова ограничења, посебно његова рањивост на криптонит и етички кодекс које је добио од својих родитеља.

### Сандерсонов трећи закон
Проширите оно што већ имате пре него што додате нешто ново.
Трећи закон подразумева да писац треба да се изграђује дубље пре него што почне да се шири.
Сандерсон истиче да се магија не одвија у вакууму; добра магија требало би да буде међусобно повезана са светом око себе. То се односи на екологију, религију, економију, рат и политику у свету који настањује. Посао аутора је да мисли даље од читаоца. Ако магија може претворити блато у дијаманте, то утиче на вредност дијаманата. Сандерсон наводи да су читаоци жанра фантастике заинтересовани не само за магичне системе него и за свет и ликове који се мењају због магије.

## 
је име универзума у који је смештена радња великог броја Сандерсонових књига. Ова идеја је потекла из његове жеље да се створи серијал епских размера без потребе читаоца да купују беспотребан број књига. У томе се крије веза са његовим другим радовима у оквиру сваке књиге, стварајући тај „скривени еп”. На крају циклуса Cosmere постојаће 32—36 књига.
Прича Cosmere је о тајанственом бићу по имену Адоналзијум (енгл. Adonalsium) које је постојало на свету познатом као Јолен (енгл. Yolen). Адоналзијума је убило шеснаест конспиратора, чиме је његова моћ разбијена у шеснаест различитих Крхотина (енгл. Shards), од којих свака носи огромну моћ. Шеснаесторо људи који су ове Крхотине пронашли створило је нове светове те их населило људима и различитим типовима магије. Међутим, свака Крхотина има намеру да, на пример, „упропасти” или „испоштује” (они су се и формирали према том одређењу). Човек по имену Хоид (енгл. Hoid) путује по овим тзв. Шардсветовима (енгл. Shardworlds), меша се са народом тих светова када постану хероји и дођу у контакт са Крхотинама.
Октобра 2016. године, филмска права на цели Cosmere универзум лиценцирао је Ди-Ем-Џи ентертејнмент (енгл. DMG Entertainment).

## Награде и признања
Сандерсон је номинован и освојио је више награда за своје различите радове.
| Година | Организатори | Назив награде, категорија | Рад        | Исход      | Реф.   |
| ------ | ------------ | ------------------------- | ---------- | ---------- | ------ |
| 2005.  |              |                           |            | Освојено   | [ 40 ] |
| 2006.  |              |                           | —          | Номинација |        |
| 2006.  |              |                           | [ 41 ]     | Номинација |        |
| 2007.  |              |                           | —          | Номинација |        |
| 2007.  |              |                           | [ 42 ]     | Номинација |        |
| 2007.  |              |                           |            | Освојено   | [ 43 ] |
| 2007.  |              |                           |            | Номинација | [ 44 ] |
| 2007.  |              |                           |            | Номинација | [ 44 ] |
| 2008.  |              |                           |            | Освојено   | [ 45 ] |
| 2008.  |              | [ 46 ]                    |            | Освојено   |        |
| 2009.  |              |                           | Номинација | [ 47 ]     |        |
| 2010.  |              |                           | Освојено   | [ 48 ]     |        |
| 2010.  | [ 48 ]       |                           | Освојено   |            |        |
| 2010.  |              | 2010                      | Освојено   |            | [ 49 ] |
| 2011.  |              |                           | Освојено   |            | [ 50 ] |
| 2011.  |              |                           | Освојено   | [ 51 ]     |        |
| 2012.  |              | 2012                      |            | Номинација | [ 52 ] |
| 2013.  |              |                           | Освојено   | [ 53 ]     |        |
| 2013.  |              |                           | Номинација | [ 54 ]     |        |
| 2013.  |              | 2013                      | Номинација |            | [ 55 ] |
| 2013.  |              |                           |            | Освојено   | [ 56 ] |
| 2013.  |              | 2013                      | Номинација | [ 57 ]     |        |
| 2014.  |              |                           | Номинација |            | [ 58 ] |
| 2014.  |              |                           | Номинација | [ 59 ]     |        |
| 2014.  |              | 2014                      | Номинација |            | [ 60 ] |
| 2014.  |              |                           | Освојено   | [ 61 ]     |        |
| 2015.  |              |                           | Освојено   | [ 62 ]     |        |
| 2015.  |              | 2015                      |            | Номинација | [ 63 ] |
| 2015.  | 2015         |                           | [ 64 ]     | Номинација |        |
| 2016.  |              |                           |            | Номинација | [ 65 ] |
| 2016.  |              |                           | [ 66 ]     | Номинација |        |